# Говоров Андрій Андрійович
Андрі́й Андрі́йович Го́воров (нар. 10 квітня, 1992, Севастополь, Україна) — український плавець, Майстер спорту міжнародного класу України, дворазовий чемпіон Перших юнацьких Олімпійських ігор у Сінгапурі, багаторазовий чемпіон та призер чемпіонатів світу та Європи серед юніорів, багаторазовий призер чемпіонатів Європи, дворазовий рекордсмен Європи серед юніорів на дистанції 50 м батерфляєм, шестиразовий рекордсмен України на дистанціях 50 м і 100 м вільним стилем та 50 м батерфляєм у коротких басейнах. На Олімпійських іграх 2012 року в Лондоні на дистанції 50 метрів вільним стилем дійшов до півфіналу, показавши час 22,09 с у ранковій сесії та 22,12 у вечірній сесії 2 серпня.

## Життєпис
Липнем 2013 на XXVII Всесвітній літній Універсіаді в Казані у фіналі в одному з запливів на дистанції 50 м батерфляєм, завоював золото.
Тренер Андрія — Заслужений тренер України Карташов Костянтин Миколайович.
У серпні 2015 року на першому етапі Кубку світу з плавання в Москві здобув золоту та бронзову нагороди.
Грудень 2015. Здобув золото на ЧЄ по короткій воді у Нетанії (Ізраїль) з часом 22,36 с.
10 червня 2016 року переміг на заключному етапі турніру «Маре Нострум» (Барселона), оновивши рекорд змагань — 23,16 с, плавання 50 м батерфляєм.
На чемпіонаті світу з водних видів спорту в Будапешті (2017) здобув «бронзу» на дистанції 50 метрів батерфляєм.
1 липня 2018 року встановив світовий рекорд на 50 м батерфляєм — 22,27 с.

## Результати
| Рік  | Змагання                          | Місце проведення         | 50 м вільним стилем | 50 м вільним стилем | 50 м батерфляєм | 50 м батерфляєм | 100 м вільним стилем | 100 м вільним стилем |
| Рік  | Змагання                          | Місце проведення         | Час                 | Місце               | Час             | Місце           | Час                  | Місце                |
| ---- | --------------------------------- | ------------------------ | ------------------- | ------------------- | --------------- | --------------- | -------------------- | -------------------- |
| 2009 | Чемпіонат світу                   | Рим, Італія              | 23.05               | 57                  | 24.16           | 50              | 50.04                | 58                   |
| 2009 | Чемпіонат Європи на короткій воді | Стамбул, Туреччина       | 21.87               | 18                  | 23.18           | 16              | 48.08                | 14                   |
| 2010 | Юнацькі Олімпійські ігри          | Сінгапур                 | 22.35               | 1                   | 23.64           | 1               | 56.15                | 44                   |
| 2010 | Чемпіонат Європи на короткій воді | Ейндговен, Нідерланди    | 21.32               | 3                   | 22.74           | 2               | 49.17                | 12                   |
| 2010 | Чемпіонат світу на короткій воді  | Дубай, ОАЕ               | 21.78               | 16                  | 22.43           | 2               |                      |                      |
| 2011 | Чемпіонат світу                   | Шанхай, Китай            | 22.51               | 22                  | 23.64           | 8               |                      |                      |
| 2011 | Чемпіонат Європи на короткій воді | Щецин, Польща            | 21.58               | 7                   | 22.70           | 1               | 48.09                | 10                   |
| 2012 | Чемпіонат Європи                  | Дебрецен, Угорщина       | 22.18               | 3                   | 23.53           | 5               |                      |                      |
| 2012 | Олімпійські ігри                  | Лондон, Велика Британія  | 21.74               | 14                  |                 |                 |                      |                      |
| 2012 | Чемпіонат Європи на короткій воді | Шартр, Франція           | 21.66               | 9                   | 22.72           | 3               | 49.82                | 37                   |
| 2012 | Чемпіонат світу на короткій воді  | Стамбул, Туреччина       | 21.44               | 7                   | 22.85           | 6               |                      |                      |
| 2013 | Чемпіонат світу                   | Барселона, Іспанія       | 21.96               | 12                  | 23.22           | 5               |                      |                      |
| 2013 | Універсіада                       | Казань, Росія            | 22.17               | 3                   | 23.28           | 1               |                      |                      |
| 2013 | Чемпіонат Європи на короткій воді | Гернінг, Данія           | 21.17               | 3                   | 22.36           | 1               |                      |                      |
| 2014 | Чемпіонат Європи                  | Берлін, Німеччина        | 22.14               | 8                   | 23.21           | 3               |                      |                      |
| 2014 | Чемпіонат світу на короткій воді  | Доха, Катар              | 21.21               | 7                   | 22.49           | 3               |                      |                      |
| 2015 | Чемпіонат світу                   | Казань, Росія            | 21.86               | 5                   | 23.18           | 5               | 49.81                | 36                   |
| 2015 | Чемпіонат Європи на короткій воді | Нетанья, Ізраїль         | 21.27               | 4                   | 22.36           | 1               |                      |                      |
| 2016 | Чемпіонат Європи                  | Лондон, Велика Британія  | 21.79               | 2                   | 22.92           | 1               |                      |                      |
| 2016 | Олімпійські ігри                  | Ріо-де-Жанейро, Бразилія | 21.74               | 5                   |                 |                 |                      |                      |
| 2016 | Чемпіонат світу на короткій воді  | Віндзор, Канада          | 21.81               | 22                  | 22.55           | 4               |                      |                      |
| 2017 | Чемпіонат світу                   | Будапешт, Угорщина       | 21.96               | 13                  | 22.84           | 3               |                      |                      |
| 2017 | Універсіада                       | Тайбей, Республіка Китай | 22.34               | 9                   | 22.90           | 1               |                      |                      |
| 2017 | Чемпіонат Європи на короткій воді | Копенгаген, Данія        | 21.48               | 15                  | 22.43           | 2               | 50.64                | 80                   |
| 2018 | Чемпіонат Європи                  | Глазго, Велика Британія  | 21.74               | 9                   | 22.48 CR        | 1               |                      |                      |
| 2019 | Чемпіонат світу                   | Кванджу, Південна Корея  | 22.57               | 37                  | 22.91           | 6               |                      |                      |
| 2021 | Чемпіонат Європи                  | Будапешт, Угорщина       | 22.24               | 15                  | 23.01           | 2               |                      |                      |
| 2022 | Чемпіонат світу                   | Будапешт, Угорщина       | 22.71               | 41                  | 23.31           | 14              |                      |                      |
| 2022 | Чемпіонат Європи                  | Рим, Італія              | 22.38               | 29                  | 23.18           | 6               |                      |                      |

## Найкращі результати

### За часовими показниками
- 50 м вільний стиль — 21,46 (Ріо, 2016 Олімпійські ігри)
- 50 м вільний стиль — 20,96 (Париж, 2016 Кубок світу)
- 50 м батерфляй — 22,27 (Рим, 1 липня, 2018 ДВ)
- 50 м батерфляй — 22,36 (Гернінг, 15 грудня, 2013 КВ)
- 100 м вільний стиль — 49,12 (Харків, 17 квітня, 2015 ДВ)
- 100 м вільний стиль — 47,58 (Берлін, 14 листопада, 2009 КВ)

## Державні нагороди
- Орден «За заслуги» III ст. (25 липня 2013) — за досягнення високих спортивних результатів на XXVII Всесвітній літній Універсіаді в Казані, виявлені самовідданість та волю до перемоги, піднесення міжнародного авторитету України[5]

## Особисте життя
Закінчив Дніпропетровське вище училище фізичної культури та Дніпропетровський національний університет імені Олеся Гончара
Одружений.